# Maximilian Wigger
Maximilian Wigger (* 1960 in Berlin) ist ein deutscher Fernseh- und Theaterschauspieler.
Er erhielt seine Schauspielausbildung an der Schauspielschule „Der Kreis“ (Fritz-Kirchhoff-Schule) in Berlin. Seit Anfang der 1980er Jahre ist er an verschiedenen Bühnen in Deutschland engagiert. Parallel dazu widmete sich Maximilian Wigger auch Film- und Fernsehproduktionen.
Maximilian Wigger ist der Sohn des Schauspielers Stefan Wigger. Von 2005 bis 2008 war Maximilian Wigger Ensemblemitglied am Saarländischen Staatstheater, von 2013 bis 2017 im Ensemble des Theater Ulm.

## Filmografie
- 1976: Ein Mann kam im August (Fernseh-Miniserie)
- 1984: Ein Fall für zwei: Die verlorene Nacht
- 1984: Treffer – Regie: Dominik Graf
- 1985: Eine Klasse für sich (Fernsehserie)
- 1985: Ein Fall für zwei: Blutsbande
- 1985: Tatort: Tod macht erfinderisch (Fernsehreihe)
- 1986: Tatort: Die kleine Kanaille
- 1986: Tatort: Tödliche Blende
- 1986: Ein Fall für zwei: Erben und Sterben
- 1986: Ein Heim für Tiere (Fernsehserie, eine Folge)
- 1987: Kampf der Tiger – Regie: Dieter Wedel
- 1988: Tatort: Schuldlos schuldig
- 1989–1990: Wie gut dass es Maria gibt (Fernsehserie)
- 1990: Diese Drombuschs (Fernsehserie)
- 1992: Christine (Fernsehserie)
- 1993: Ich und Christine
- 1995: Tödliche Wahl (3-teiliger Fernsehfilm) – Regie: Peter Deutsch
- 1995: Wilsberg: Und die Toten lässt man ruhen
- 1995: Glückliche Reise – Phuket (Fernsehreihe)
- 1996: Singles – Regie: Rainer Boldt, Klaus Gietinger (Fernsehserie)
- 1997: Der Kinderhasser – Regie: Maria Theresia Wagner
- 1997: Alarm für Cobra 11 – Die Autobahnpolizei: Die  verlorene Tochter
- 1998: Ein starkes Team: Auge um Auge (Fernsehserie)
- 1999: Küstenwache (Fernsehserie)
- 1999–2001: Medicopter 117 – Jedes Leben zählt (Fernsehserie)
- 2000: Pech und Schwefel (Fernsehserie)
- 2000: Die Fallers – Eine Schwarzwaldfamilie (Fernsehserie)
- 2002: Abschnitt 40 (Fernsehserie)
- 2002–2003: Ritas Welt (Fernsehserie, Folgen Der Fluch, Gigantentreffen, Zwei auf gleichem Weg, Männerstreit und Die Hochzeit)

## Hörspiele
- 1989: Eva Maria Mudrich: Nachtschicht – Regie: Andreas Weber-Schäfer (SDR)
- 1994: Horst Bosetzky: Volles Risiko (Benny) – Regie: Albrecht Surkau (Kriminalhörspiel – DLR)